# Krvava bajka
Krvava bajka je pjesma koju je srpska pjesnikinja Desanka Maksimović napisala 1941. godine nakon što je čula detalje pokolja koje su njemačke okupacijske snage izvele u Kragujevcu, odnosno kako je žrtva pokolja bio cijeli razredi gimnazijalaca.
Pjesma je objavljena tek nakon završetka Drugog svjetskog rata. Krvava bajka se smatra jednim od najsnažnijih poetskih djela nadahnutih ratnim zbivanjima na području bivše Jugoslavije, a u doba Titove Jugoslavije bila je obavezno štivo u nastavnim programima osnovnih škola.

## Krvava bajka u drugim medijima
Pjesma Desanke Maksimović godine 1969. nadahnula je istoimeni igrani film.